# Balthazar Grandjean
Balthazar Grandjean (* 26. Januar 1760 in Nancy, Département Meurthe-et-Moselle; † 3. Dezember 1824 in Orléans) war französischer Général de brigade und Maire von Orleans.
Er wurde bereits mit kaum 17 Jahren Soldat und kam in ein Infanterieregiment. Damit machte er 1778 die französische Expedition unter Admiral Charles Henri d’Estaing nach Westindien zur Unterstützung des Amerikanischen Unabhängigkeitskrieges mit. 
Er stieß 1783 mit seinem Korps zu dem vor Cádiz vereinigten spanisch-französischen Heer. Als 1783 der Vertrag von Versailles den Amerikanischen Krieg beendete, hatte er es bis zum Sergent gebracht. 
Er kehrte nach Frankreich zurück und nahm seinen Abschied. Er trat aber, als nach der Erstürmung der Bastille alle Bürger zur Verteidigung der Freiheit aufgerufen wurden, am 22. Februar 1790 in die Miliz seines Departements ein. Dort kämpfte er gegen die Preußen und Emigranten, welche von dem Herzog von Braunschweig gegen den Nationalkonvent geführt werden sollten. Diese mussten alsbald ihren Rückzug antreten. 
Darauf ging er mit seinem Bataillon zu der Moselarmee und zog bei Wavre und in mehreren andern Gefechten so sehr die Aufmerksamkeit Generals Jacopin auf sich, dass dieser ihn am (1. Frimaire des Jahres II) 21. November 1793 zu seinem Adjutanten machte. 
Im folgenden Monat zeichnete er sich in der Schlacht bei Kaiserslautern aus, wodurch die Österreicher auf die Linien von Weißenburg und auf ihre Verschanzungen bei Landau zurückgedrängt wurden. Am (14. Floreal des Jahres II) 3. Mai 1794 zum Chef de bataillon in der 110. demi-brigade ernannt, erhielt er Befehl sich zur Sambre- und Maas-Armee zu begeben. Dort erwarb er sich am (25. Prairial des Jahres III) 10. Juni 1795 durch seine Taten den Rang eines Chef de brigade.
Am (19. Fructidor) 5. September geriet er beim Übergang über den Rhein in der Nacht in einen Hinterhalt der Österreicher. Er gelang ihm aber, sich zu befreien und den Feind zurückzuwerfen, Dabei wurde er durch eine Flintenkugel verwundet. Nach dem Wiederaufflammen des Krieges zwischen Frankreich und Österreich im Jahr 1796 gelang ihm bei Neuwied mit einer Kompanie Grenadiere unter dem Feuer der feindlichen Geschütze der Rheinübergang und er begann mit der Belagerung von Ehrenbreitstein. Bei dem Rückzug der Sambre und Maasarmee in Franken erhielt Graudjean die Aufgabe, die österreichischen Linien zu durchbrechen. Er machte an der Spitze eines Bataillons und einiger Schwadronen einen Angriff und schlug den Feind nicht nur zurück, sondern machte sogar noch viele Gefangene und eroberte mehrere Gepäckwagen. Nach der Schlacht bei Würzburg hielt er durch kluge Manöver den verfolgenden Feind zurück und hinderte ihn daran, allzu große Vorteile aus seinem Sieg zu ziehen. Im Jahr 1797 kämpfte er mit gewohnter Tapferkeit bei Neuwied unter dem Oberbefehl des Generals Hoche und war vom (6. Frimaire des Jahres VI) 27. November 1797 Festungskommandant von Aachen. Im Jahr 1803 wurde er zur Belohnung seiner Verdienste zum Général de brigade befördert und im folgenden Jahre zum Mitglied der Ehrenlegion ernannt. Nachdem er den Vierten Koalitionskrieg in Deutschland mitgemacht hatte, wurde er zur Reservedivision von Orleans beordert und zog mit dieser nach Spanien. Dort konnte er sich in mehreren Gefechten auszeichnen, musste sich aber im Jahr 1811 wegen seiner Verletzungen in den Ruhestand versetzen lassen. Er zog sich in das Departement des Loiret zurück und wurde im Jahr 1815 zum Maire von Orléans ernannt, wo er am 3. Dezember 1824 starb.